# 中缅命运共同体
中缅命运共同体（直译：缅中冷暖与共之共同体），是一项中华人民共和国和缅甸联邦共和国达成的政治共识。
在2020年1月17日至18日，中共中央总书记、中国国家主席习近平访问缅甸，期间与缅甸总统温敏和国务资政昂山素季会面，中缅双方签署的《中华人民共和国和缅甸联邦共和国联合声明》中正式提出这一概念。

## 评论
缅甸官媒《缅甸环球新光报》认为缅中构建命运共同体将“续写千年胞波情谊的新乐章”。
中国官媒《人民日报》认为此举将为两国关系发展注入了新的动力和活力，也预示着双方将为推动国际社会携手构建人类命运共同体作出新贡献。